# Camilla Overgaard
Camilla Overgaard (* 30. März 1989) ist eine dänische Badmintonspielerin. 

## Karriere
Camilla Overgaard gewann in Dänemark mehrere Nachwuchstitel, bevor sie 2008 ihren ersten bedeutenden Turniersieg bei den Erwachsenen erkämpfen konnte, wobei sie bei den Cyprus International im Dameneinzel erfolgreich war. Weitere vordere Platzierungen erspielte sie sich bei den Greece International 2007, den Slovenia International 2010 und den Cyprus International 2010.

## Sportliche Erfolge
| Saison    | Veranstaltung                                    | Disziplin   | Platz | Name                                                  |
| --------- | ------------------------------------------------ | ----------- | ----- | ----------------------------------------------------- |
| 2001/2002 | Dänemark: Einzelmeisterschaften der Junioren U13 | Mixed       | 1     | Mats Bue, Holstebro / Camilla Overgaard, Ikast        |
| 2001/2002 | Dänemark: Einzelmeisterschaften der Junioren U13 | Damendoppel | 1     | Kamilla Hermansen, Esbjerg / Camilla Overgaard, Ikast |
| 2003/2004 | Dänemark: Einzelmeisterschaften der Junioren U15 | Damendoppel | 1     | Camilla Overgaard, Ikast / Kamilla Hermansen, Esbjerg |
| 2007      | Greece International                             | Damendoppel | 3     | Camilla Overgaard / Lotte Bonde                       |
| 2007/2008 | Dänemark: Einzelmeisterschaften der Junioren U19 | Dameneinzel | 1     | Camilla Overgaard, Ikast                              |
| 2008      | Cyprus International                             | Dameneinzel | 1     | Camilla Overgaard                                     |
| 2009      | Iceland International                            | Dameneinzel | 2     | Camilla Overgaard                                     |
| 2010      | Slovenia International                           | Dameneinzel | 5     | Camilla Overgaard                                     |
| 2010      | Cyprus International                             | Damendoppel | 2     | Camilla Overgaard / Lena Grebak                       |